# Wspólnota Polska
Die Stowarzyszenie „Wspólnota Polska“ (deutsch Vereinigung „Polnische Gemeinschaft“) ist eine Nichtregierungsorganisation unter der Schirmherrschaft des Senats der Republik Polen. Das Ziel der Vereinigung ist die Förderung der polnischen Diaspora im Ausland beim Erhalt der kulturellen und nationalen Bindung mit dem Heimatland. 
Die Vereinigung wurde 1990 in Warschau gegründet und ist unter anderem für die Vergabe der vom polnischen Senat zur Verfügung gestellten Fördermittel an polnische Nichtregierungsorganisationen im Ausland zuständig. Zur Umsetzung der Förderziele werden insbesondere das polnische Bildungswesen im Ausland, Medien für Auslandspolen sowie Bemühungen zur Durchsetzung der Rechte nationaler und ethnischer Minderheiten unterstützt. Der Großteil der Fördermittel wird für die polnische Diaspora in den ostmitteleuropäischen Ländern eingesetzt.
Die Vereinigung veranstaltet jährlich die Weltspiele der Auslandspolen.
Im Jahr 2025 wurde die Organisation in Russland als unerwünschte Organisation eingestuft.

## Leitung
- Februar 1990 – 11. Mai 2008: Andrzej Stelmachowski
- 11. Mai 2008 – 10. April 2010: Maciej Płażyński
- 9. Mai 2010 – 13. Juni 2010: Halina Rozpondek
- 13. Juni 2010 – 30. Dezember 2016: Longin Komołowski
- 1. Februar 2017 – 4. März 2017: Hanna Gałązka
- 4. März 2017 – Dariusz Bonisławski